# William Stewart (1er comte de Blessington)
Pour les articles homonymes, voir William Stewart et Stewart.
William Stewart, 1er comte de Blessington (7 avril 1709 - 14 août 1769) est un pair anglo-irlandais et membre de la Chambre des lords, titré vicomte Mountjoy de 1728 à 1745.

## Biographie
Stewart est le fils de William Stewart, 2e vicomte Mountjoy et Anne Boyle. Il épouse Eleanor Fitzgerald, fille de Robert Fitzgerald, le 10 janvier 1733. Ils ont deux enfants, William Stewart et Lionel Robert, tous deux décédés avant leur père.
Il succède à son père en tant que vicomte Mountjoy le 10 janvier 1727. Il est Grand Maître des Francs-Maçons (en Irlande) entre 1738 et 1740. Il est créé comte de Blessington le 7 décembre 1745, sa mère étant la sœur et l'unique héritière de Charles, 2e et dernier vicomte de Blesington. Il est nommé gouverneur du comté de Tyrone et, en 1748, est admis au Conseil privé d'Irlande.
À sa mort à Londres le 14 août 1769, il est enterré à Silchester dans le Hampshire. Ses pairies s'éteignent, mais son titre de baronnet passe à un cousin éloigné, Annesley Stewart.